# Martina Lubyová
Martina Lubyová (Bratislava, 12 maggio 1967 – 20 novembre 2023) è stata una politica ed economista slovacca.

## Biografia
Martina Lubyová nacque a Bratislava, allora Cecoslovacchia, il 12 maggio 1967. Suo padre era Štefan Luby, fisico e presidente dell'Accademia slovacca delle scienze dal 1995 al 2009. Seguendo le sue orme, Martina Lubyová studiò biofisica presso l'Università Comenio di Bratislava, conseguendo una laurea nel 1991. Nel 1999 si laureò invece in giurisprudenza alla stessa università, mentre nel 2002 ottenne un dottorato di ricerca in economia presso l'istituto CERGE-EI.
Nel 1995 entrò a far parte dell'Accademia slovacca delle scienze come ricercatrice. Si trasferì poi a Mosca per lavorare presso l'Organizzazione internazionale del lavoro, un'agenzia dell'ONU, mentre nel 2010 tornò in Slovacchia per lavorare come professoressa all'Università di economia di Bratislava.

### Carriera politica
Nel settembre 2017 divenne ministra dell'educazione, della scienza, della ricerca e dello sport in sostituzione di Peter Plavčan, dimesso dopo diverse accuse di corruzione. S'iscrisse al Partito Nazionale Slovacco nel 2019.
Nel 2020, in seguito ai risultati al di sotto delle attese del suo partito alle elezioni parlamentari, uscì dal dicastero e si ritirò dalla politica, tornando a lavorare presso l'Accademia slovacca delle scienze.

### Morte
Martina Lubyová morì il 20 novembre 2023, all'età di 56 anni, a causa di una lunga malattia.